# Heteropalpia acrosticta
Heteropalpia acrosticta là một loài bướm đêm trong họ Erebidae.